# Francesco Salazar
Francesco Salazar (Vaglio Basilicata, 1606 – Barletta, 6 aprile 1648) è stato un rivoluzionario italiano partecipò alla rivoluzione napoletana del 1647-1648.

## Biografia
Nel 1632 aveva perso il feudo, ad istanza dei creditori, venne acquistata “sub hasta” dal genovese Giovanni Battista Massa di Ventimiglia membro del Sacro Regio Consiglio per il prezzo di 40 000 ducati.
Nel mese di aprile dell'anno 1646 penetrò nel suo ex feudo di Vaglio insieme a Giovanni Battista Palumbo e un gruppo di popolani con i quali saccheggiò il palazzo baronale di Giovanni Battista Massa a cui sottrasse mobili e vettovaglie e a causa di ciò venne arrestato.

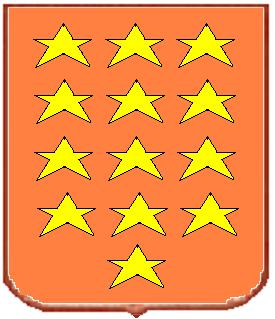
Salazar

Nel settembre 1647 il duca di Guisa lo fece liberare dal carcere della Vicaria, era definito "uomo scemo di cervello, sommariamente sciocco e di nessuna prudenza"  e lo nominò preside e vicario generale per le province di Principato Citra, Basilicata e Terra di Bari, affidandogli il comando delle forze insurrezionali in queste terre. Negli stessi giorni ritornò a Vaglio e trovò che gli abitanti "inferociti […] tagliarono a pezzi tre sacerdoti e due cittadini, come inconfidenti della patria e dipendenti del barone", ma il Massa riuscì a fuggire.
A novembre 1647 le rivolte locali si andavano trasformando in insurrezione generale guidata da Matteo Cristiano e Francesco Salazar, che guidarono due grossi movimenti di forze popolari.
Entra a Matera nel gennaio 1648 con Matteo Cristiano.
Salazar si mise alla testa dei rivoltosi guidandoli verso Montepeloso, dove venne ucciso l'uditore Álvaro d'Alarcón "la cui onorata testa andaron menando in trionfo nei paesi circonvicini". Successivamente conquistò Oppido per proseguire verso sud, ricongiungendosi con le truppe di Matteo Cristiano.
Intanto, sul versante sud della Basilicata, le truppe di Matteo Cristiano e Francesco Salazar si ricongiunsero, cacciando le truppe spagnole da Ferrandina. In seguito entrarono a Pisticci, dove il contadino Biase Di Leo, dopo aver fomentato la rivolta, riuscì a fuggire con pochi proseliti, vivendo da brigante.
6 aprile 1648 Lo stesso giorno Francesco Salazar si trovava a Gravina dove fu catturato e sottoposto ad un processo ad modum belli e di lì a poco decapitato nelle segrete del castello di Barletta.

### Il ribelle Francesco Salazar e la rivolta antispagnola
Francesco Salazar privato del feudo e oberato di debiti visse dal 1636 al 1642 come ospite del cognato Antonio Carafa anch'egli decaduto dagli antichi fasti a causa della fiscalità contingente che l'obbligò alla vendita del feudo di Bitetto al borghese Benedetto De Angelis. La crisi finanziaria aveva decimato le rendite di molte nobili famiglie che poco abituate alla fluttuazione dei mercati e alla nuova fiscalità erano state spodestate da finanzieri accorti, arricchiti dall'appalto delle gabelle. Molti feudi erano passati dall'antica aristocrazia guerriera nelle mani rapaci dei borghesi arricchiti, i quali si mostravano con i vassalli più crudeli ed esosi degli antichi feudatari, i quali il possesso l'avevano ottenuto dalla nobiltà delle azioni degli antenati. Fu anche questo il motivo della partecipazione degli aristocratici alla rivolta antispagnola insieme ai notabili locali ed ai nobili togati, che aspiravano ad una maggiore autonomia e libertà attraverso la rivendicazione dell'osservanza degli statuti municipali, i quali erano disattesi dai feudatari. Francesco Salazar viveva modestamente nel quartiere popolare della Montagnola a Napoli, quando spinto dal desiderio di rivalsa e di odio nei confronti degli usurpatori, giunto a Vaglio nell'aprile del 1646 con Giovanni Battista Palumbo, assaltò con i cittadini a lui fedeli, che si erano ribellati contro il Massa, il palazzo baronale di Vaglio Basilicata, trafugando mobili e suppellettili. Dopo aver sequestrato il barone e i suoi familiari, li portò con sé a Napoli legati e maltrattati, vendendo i loro beni a Nocera, con il pretesto che quei beni erano stati sottratti a dei ladri. L'azione non rimase impunita poiché fu preso e condannato dal Consiglio Collaterale al carcere dove rimase fino al novembre 1647, quando per ordine del Duca di Guisa fu liberato. Dallo stesso Duca fu nominato Preside e Vicario Generale per le province di Principato Citra e Terra di Bari con l'incarico di accendere la ribellione contro gli Spagnoli. Furono nominati accanto al Salazar, ma con il potere in altre circoscrizioni, il dottor Matteo Cristiano, ricco gentiluomo di Castelgrande, sovrintendente delle armi in Basilicata; Giovanni Sanseverino Conte di Saponara ed il dottor Andrea Marotta di Tramutola, cugino di Matteo Cristiano, per la Calabria. Il duca di Guisa, Enrico di Lorena, un discendente dei d'Angiò, il 15 novembre 1647 venuto dalla Francia a Napoli organizzò quella rivolta disordinata sotto la protezione del re Luigi XIV, dandogli dei capi validi e delle strategie. La Francia da sempre in contrapposizione con la Spagna sperava di trarre vantaggio dalla rivolta  e di poter occupare il regno di Napoli insediando sul trono un suo rappresentante.
La rivolta era scaturita il 7 luglio 1647 dal rifiuto, degli ortolani del contado e della città insieme ai bottegai, di pagare il dazio. Il pretesto di questa sollevazione fu la  nuova tassa sulla frutta che colpiva il popolo basso, il quale era il maggior consumatore di agrumi. L'evento era stato causato dal cattivo governo e dalle tante ingiustizie perpetrate dalla maggioranza dei Viceré spagnoli, da un fisco esoso e dalla corruzione in tutti i gangli della burocrazia. Il governo spagnolo aveva delegato nel meridione d'Italia il proprio potere ai Viceré, molti dei quali erano dei governatori rapaci e senza scrupoli, venuti con l'intento di arricchirsi, tramite un'imposizione fiscale rigida a causa delle frequenti guerre sopportate dalla Spagna e finanziate con il denaro del Regno di Napoli: «Gran numero di Viceré, de quali alcuno buono, molti tristi, parecchi pessimi».
La crisi finanziaria aveva colpito quasi tutta l'Europa a causa della carestia dovuta alle violente piogge invernali, che nel 1647 avevano distrutto quasi tutti i raccolti di cereali. A questa catastrofe si aggiunse la siccità, che produsse anche nel Regno di Napoli un aumento del prezzo del pane, che unito al notevole peso fiscale che gravava maggiormente sui ceti umili, provocò il malcontento che portò alla rivolta.
L'insurrezione fu capeggiata da Tommaso Aniello d'Amalfi, detto da tutti Masaniello, che per una settimana circa divenne l'idolo del popolo fino a quando il 16 luglio fu assassinato dai suoi stessi amici, che gli staccarono la testa e la portarono al Viceré per avere la ricompensa. 
Accanto a Masaniello si era posto, Giulio Genoino, un sacerdote e avvocato ottantenne, che divenne l'ideologo della rivolta. Egli stilò un documento in cui espose le rivendicazioni del popolo: parità di diritti politici tra popolo e nobili nell'amministrazione municipale, abolizione delle tasse e ripartizione dei debiti. Vi erano delle norme, secondo il Genoino, in vigore già dal tempo di Federico di Aragona, con le quali il governo municipale era retto dai pari voti degli eletti del popolo e degli eletti dei nobili e non come quelle attuali in cui vi era un solo eletto dal popolo e cinque dei nobili con un evidente squilibrio a loro favore. A Napoli nello stesso periodo emerse un altro capopopolo, l'armaiolo Gennaro Annese, che proclamò la repubblica e la libertà. In Basilicata la rivolta popolare fu diretta principalmente contro i feudatari e i suoi agenti come si verificò a Vaglio e come avvenne in altri paesi come  Pietragalla, Cancellara, Oppido Lucano e Tricarico dove i Dottori Giovanni Camillo e Vincenzo Vinciguerra si imposero come Capi del Popolo. Il Cristiano dopo aver raccolto molti armati nel territorio di Castelgrande e di Melfi con la collaborazione del cugino Andrea Marotta andarono ad aiutare il capopopolo Ippolito Pastena nella conquista di Salerno. Tornando in Basilicata si unirono con le forze del Salazar che nel frattempo aveva raccolto un migliaio di armati a Vaglio con i quali aveva conquistato Montepeoloso ed Oppido Lucano. Uniti i due eserciti conquistarono Miglionico, Tricarico con la collaborazione dei Vinciguerra, Pisticci, Ferrandina, Pomarico e Montescaglioso, mentre altri paesi aderivano spontaneamente alla repubblica, così che nel 1648 tutta la Basilicata era conquistata dai popolari ed il Cristiano fu nominato dal Duca di Guisa Capitano generale della Reale Repubblica.
Francesco Salazar dopo aver di nuovo scacciati i Massa dal palazzo baronale di Vaglio Basilicata vi lasciò la moglie Isabella con i figli Andrea junior e Giovanna, poi insieme a Matteo Cristiano marciarono alla conquista della Puglia dove riuscirono ad assoggettare Massafra, Grottaglie, Bitetto, Minervino e le altre due cittadine lucane di Venosa e Matera, dove la cittadinanza per evitare lo scontro si arrese, come avvenne anche per Altamura che fu occupata dal Cristiano e Gravina che divenne sede strategica del Salazar: «Matteo Cristiano è padrone della Basilicata... Matera ha accolto il famigerato Conte del Vaglio e si è dichiarata repubblicana e repubblicane si sono dichiarate.. sul confine con la Basilicata, Altamura e Gravina. In tutte le terre di Basilicata, per l'ordine fatto da Guisa, si è proceduto alla nomina del capo de' popolari e alla costituzione di milizie repubblicane».
Da Gravina nel marzo del 1648 scriveva alla moglie rassicurandola sulla condotta del conflitto e sui bandi promulgati dal capopopolo Ippolito Pastena nel caso in cui fossero recapitati a Vaglio. Le dava istruzioni sull'amministrazione del feudo e le  manifestava l'intenzione di recuperare i viveri necessari che le avrebbe inviato molto presto.
I due capi si erano attestati nelle città più fortificate della Puglia, in attesa di congiungersi con altre truppe provenienti dall'Abruzzo e dal Foggiano, per poter conquistare il porto di Taranto ed in questo modo favorire l'attracco della flotta francese.
La condotta del conflitto era loro favorevole  quando all'improvviso tra il Salazar ed il Cristiano sorsero gravi dissensi a causa delle ambizioni e gelosie personali tra i due, tanto che il Cristiano, il 5 febbraio 1648, assalì il campo del suo antagonista con l'intenzione di sopprimerlo. Il motivo della discordia era dovuto ad una diversa visione delle strategie e dell'organizzazione dei poteri, poiché il Cristiano rimasto fedele all'originario progetto repubblicano dello stato non approvava le mire del Duca di Guisa, che aspirava alla corona di Napoli, il quale, poi, favoriva apertamente il suo collega.
Di questa situazione approfittarono gli avversari che riuscirono a difendere Taranto e ad aggredire Matteo Cristiano ad Altamura, che si difese egregiamente mortificando il suo nemico Girolamo Acquaviva Conte di Conversano. Ma stava intervenendo un nuovo assetto, poiché molti capi avevano intrapreso trattative con Giovanni d'Austria e gli spagnoli per negoziare con il minor danno possibile, la propria resa. Anche Matteo Cristiano il 2 aprile 1648 affidava la propria sorte nelle mani del cugino Scipione di Martino, che trattò con il Conte di Ognate le condizioni della resa.
Francesco Salazar fu l'unico a resistere facendo proclamare bandi, come questo del 15 aprile, nel quale accusava, coloro che come il Cristiano, si erano arresi agli antichi tiranni, di voler vanificare  la rivoluzione: «con l'inganno intorbidare la revolutione de' Popoli et con questo fidarli a ritornare a sottoporsi alla primiera tirannide».  Il Salazar fedele all'impegno preso con sé stesso e con i suoi soldati proclamava di voler: «difendere sino alla morte, et a fugare questo tirannico nome di servitù». Volendo resistere sino alla morte fortificò maggiormente la città di Gravina, ma gli abitanti che temevano le dure ritorsioni nel caso in cui avessero vinto gli spagnoli; in combutta con il Vescovo Cennini  lo catturarono a tradimento e lo consegnarono insieme ai suoi collaboratori ed alla sua famiglia, che da Vaglio si era trasferita a Gravina, agli avversari. A causa di questo inganno, il Capecelatro lo storico dei vincitori, diede questo giudizio non molto lusinghiero del Salazar: «uomo scemo di cervello, sommamente sciocco e di niuna prudenza». Il processo al Salazar ed ai suoi collaboratori: il segretario Luca Antonio Salerno ed il luogotenente Marziale Camillo  fu  celebrato a Gravina nei giorni dal 21 al 23 aprile 1648 dal Giudice Francesco Boccapianola. 
Il Conte nominò come suoi difensori il dottor Achille Todisco di Potenza ed il procuratore Vincenzo Sabbato di Altamura, ma la corte rigettò la nomina fatta da lui assegnandogli come difensori di ufficio due avvocati di Gravina, il dottor Pietro d'Errico ed il procuratore Michele d’Antonio che lo difesero diligentemente cercando di dilazionare il processo e di far rientrare il Salazar nell'indulto proclamato da don Giovanni d'Austria. La corte, nonostante l'appassionata difesa dei difensori d'ufficio lo condannava il 26 aprile 1648 alla confisca del patrimonio ed a morte tramite decapitazione. Trasferito nella prigione del castello di Barletta in attesa dell'esecuzione della condanna; per timore che usufruisse dell'indulto, fu frettolosamente strangolato nelle segrete del castello. L'indulto fu concesso alle milizie lucane che avevano seguito il conte a Gravina, ma non tutti ritornarono nei propri luoghi di provenienza, poiché coloro che avevano partecipato e si erano uniti con il conte Francesco Salazar alla rivolta antispagnola del 1647 seguendolo in Puglia, temettero le ritorsioni che avrebbero ricevuto al ritorno con la restaurazione del  potere dei baroni.
Le armate spagnole ancora non erano ancora riuscite a spegnere la resistenza lucana, soprattutto sotto Vaglio, tra la confluenza del torrente Tiera con il Basento dove la forza repubblicana teneva saldamente la posizione con Vincenzo Vinciguerra che ostinatamente resisteva, ma anch'egli tradito dai suoi compaesani fu catturato ed ucciso. Come tutte le rivoluzioni che vengono domate con la forza; si ristabilirono gli antichi ordinamenti, con il ritorno dei baroni nei loro feudi, ma non si spensero quei sentimenti di rabbia e ribellione contro le ingiustizie perpetrate dai satrapi locali.
Il conte Francesco Salazar fu un ribelle, ma lo divenne a causa dei torti subiti da coloro che con linganno gli avevano usurpato il feudo. Il pessimo comportamento dei nuovi feudatari fu avvertito da tutta la popolazione che numerosamente seguì il Conte nella sua azione di violenta rivolta. Contro i Salazar non erano sorti mai conflitti, poiché l'amministrazione del feudo da parte del padre Andrea e del nonno Alfonso era stata sempre ammirevole e soprattutto benevola verso i loro vassalli. In particolar modo onorarono, come si è già detto, la famiglia Caterini la quale le fu sempre fedele. A causa della loro fedeltà ai Salazar furono dai nuovi feudatari tenuti lontano per molti anni dalle cariche municipali. Con i Massa e successivamente con i Quarto baroni di Laurenzana e duchi di Belgioioso; feudatari per il matrimonio con la figlia del barone Massa, Gabriella, si avranno sempre dissidi, e nel 1796 diventeranno più aspri quando si scontreranno le due fazioni: dei Catalano, amministratori del Duca di Belgioioso, e i loro seguaci da una parte contro i Carbone, i Caterini, i Tamburrino e Capobianco dall'altra.